# Colisões do Aeroporto de Guangzhou Baiyun em 1990
Em 2 de outubro de 1990, um Boeing 737 sequestrado, que operava o voo Xiamen Airlines 8301, colidiu com outros dois aviões nas pistas do antigo Aeroporto Internacional de Guangzhou Baiyun, ao tentar pousar. O avião sequestrado atingiu um Boeing 707 estacionado da China Southwest Airlines, causando apenas pequenos danos, contudo, em seguida, colidiu com um Boeing 757 (Voo China Southwest Airlines 2812) esperando para descolar. Um total de 128 pessoas foram mortas, incluindo sete dos nove membros da tripulação e 75 de 93 passageiros em Voo 8301 e 46 de 110 passageiros em Voo 2812.
O incidente foi o último sequestro fatal ou tentativa de sequestro em solo Chinês antes do voo Tianjin Airlines 7554, de 29 de junho de 2012. Ele continua a ser o terceiro acidente aéreo mais fatal na China, depois do voo China Southern Airlines 3943 e do voo China Northwest Airlines 2303.